# Dansk Hunderegister
Dansk Hunderegister er det lovpligtige, landsdækkende register over hunde i Danmark. 
Dansk Hunderegister er en forening stiftet af Dyrenes Beskyttelse, Den Danske Dyrlægeforening, Dyrenes Dags Komite og Dansk Kennel Klub.
Dansk Hunderegister fører på vegne af Fødevareministeriet det offentlige landsdækkende register over hunde i Danmark.